# ポールゲート駅
ポールゲート駅（Polegate railway station）は、イギリスのイースト・サセックス州ポールゲートにあるイースト・コーストウェイ線の鉄道駅で、ゴヴィア・テムズリンク・レールウェイが列車を運行している。

## 歴史

### 初代駅舎
初代ポールゲート駅は1846年6月27日に、ロンドン・アンド・ブライトン鉄道のブライトン - ヘイスティングス間開業と同時に開業した。開業当初は近隣のヘイルシャムやサウス・ボーンへのアクセスを担っていた。1849年にはヘイルシャムからイーストボーンまでの支線が開業し、ポールゲートは乗り換え駅として発展した。

### 2代目駅舎
1881年、カックー線の延伸に伴って2代目駅舎が同じ場所に開業した。2代目駅舎にはプラットホームが4面整備された。1935年にはイースト・コーストウェイ線が電化され、より多くの列車が運行されるようになった。ただカックー線はヘイルシャム以北が1965年、ポールゲート - ヘイルシャム間が1968年に廃線となった。1969年にはペヴェンジー（ストーン・クロス信号場）への支線が閉鎖され、上り線が撤去された。下り線は1974年にストーン・クロス信号場からのみアクセス可能な1マイル長のエンジニア用側線となるまで、事業用車用に開放されていたが、1984年にはこれも撤去された。
1986年、3代目駅舎が440ヤード西側に開業したことに伴い、2代目駅舎は閉鎖された。この際駅の下にあった地下道も閉鎖されたことで話題となった。この地下道は鉄道利用者以外も利用することができ、踏切を利用せずに町の反対側へ行ける近道となっていたが、地下道閉鎖後は踏切でしか反対側へ行けなくなっている。また地上の構造物は2017年5月まで残されていた。

### 現駅舎
1986年、現在の駅舎が開業した。建設を担当したのは当時の列車運航会社であるネットワーク・サウスイーストで、翌年には地元国会議員のイアン・ガウの臨席の下で開業式典が行われた。貨物ヤードがあった場所は商業エリアや駐車場として整備されている。
ヘイルシャム、ぺヴェンジーへの路線跡は自転車道として整備されており、現在でも廃線跡を辿ることができる。

## 運行頻度
平日オフピーク時の運行頻度は以下の通り
- オア行き　毎時2本
- ヘイスティングス行き　毎時1本
- ロンドン・ヴィクトリア行き　毎時1本
- ブライトン行き　毎時2本
- イーストボーン行き　毎時1本

## 駅構造
相対式ホームを有する地上駅。予約ホールのほか3つの待合室が設置されており、ホーム間を歩道橋で移動することができる。

### のりば
| のりば | 路線                       | 方向 | 行先                                           |
| ------ | -------------------------- | ---- | ---------------------------------------------- |
| 1      | イースト・コーストウェイ線 | 上り | ルイス、ブライトン、ロンドン・ヴィクトリア方面 |
| 2      | イースト・コーストウェイ線 | 下り | イーストボーン、ヘイスティングス方面           |

## 隣の駅
ナショナルレール
■ サザン（ゴヴィア・テムズリンク・レールウェイ）
イースト・コーストウェイ線
ロンドン・ヴィクトリア発イーストボーン行き
ルイス駅 - ポールゲート駅 - ハンプデン・パーク駅
ロンドン・ヴィクトリア発オア行き
ルイス駅 - ポールゲート駅 - イーストボーン駅
速達列車
ルイス駅（バーウィック駅 ） - ポールゲート駅 - イーストボーン駅（ハンプデンパーク駅）
各駅停車
バーウィック駅 - ポールゲート駅 - ハンプデンパーク駅